# سيريل غارنهام
سيريل غارنهام (بالإنجليزية: Cyril Garnham)‏‏ (15 يناير 1901 في لندن - 25 ديسمبر 1994) عالم وبائيات، وعالم طفيليات، وعالم حيوانات، وعالم ملاريا من المملكة المتحدة، وكان يُسمى أعظم عالم طفيليات أحياء (greatest living parasitologist).

## الجوائز والتكريمات
من الجوائز والتكريمات التي حصل عليها:
- شريك وسام القديس ميخائيل والقديس جورج  [لغات أخرى]‏
- وسام فرينك
- ميدالية لينيان
- ميدالية مانسون  [لغات أخرى]‏